# Mc Bean
Mc Bean es una localidad de Trinidad y Tobago, que forma parte de la región de Couva-Tabaquite-Talparo.

## Geografía
La localidad abarca parte de la isla Trinidad y limita al norte con Warren Village y Carapichaima, al sur con Couva Central y Calcutta Settlement No. 2, al este con St. Mary's Village, Buccarro y Calcutta Road No. 2 y al oeste con Orange Valley y Felicity Hall.

## Demografía
Datos demográficos de la localidad de Mc Bean:
| Gráfica de evolución demográfica de Mc Bean entre 2000 y 2011 |
|                                                               |